# ゴーフォーザゴールド
『ゴーフォーザゴールド』(GO FOR THE GOLD)はタイトーから1988年にリリースされたアーケードゲーム。ジャンルはスポーツゲームである。

## ゲームのルール
Aボタン2個とBボタンで操作を行う。クオリファイしないとゲームオーバーとなる。全10ステージ。

## 種目
- ステージ1 100m走

Aボタン連打で走る。クオリファイは11秒。
- ステージ2 重量上げ

Aボタンでパワー90％以上にする。体が赤くなったら持ち上げられる。クオリファイは230.0kg
- ステージ3 鉄棒

2回転目の真上でBボタンを押すと、技開始。クオリファイは9.50
- ステージ4 110mハードル

Aボタンで走りながら、Bボタンで飛び越える。クオリファイは14秒
- ステージ5 棒高跳び

Bボタンを押し、ボールをしならせる。クオリファイは5.50m
- ステージ6 100m自由形

Aボタン連打で泳ぐ。溺れる前にBボタンでプレス。クオリファイは50秒
- ステージ7 砲丸投げ

Aボタンでパワーアップ。投げきる前にBボタンを押す。クオリファイは20m
- ステージ8 跳馬

クッションメーターに注意しながらBボタンを押してジャンプする。クオリファイは9.50
- ステージ9 三段跳び

ラインより手前で、Bボタンを押す。クオリファイは16m
- ステージ10 400mリレー

ひたすらAボタンで走る。Bボタンでバトンタッチ。クオリファイは40秒